# Dave Farrell
Dave "Phoenix" Farrell (født 8. februar 1977 i Plymouth, Massachusetts) er bassist i bandet Linkin Park.
Da han var fem år, flyttede han med sin familie til Mission Viejo, Californien, hvor han gik på Mission Viejo High School. Udover bas kan han også spille el-guitar, cello, trommer, klaver og violin.